# Angelika Birck
Angelika Birck (* 16. November 1971 in Dornbirn; † 7. Juni 2004 in Berlin) war eine österreichische Psychotherapeutin.
Birck promovierte an der Universität zu Köln über die Verarbeitung sexualisierter Gewalt in der Kindheit bei Frauen in der Psychotherapie. Von 1998 bis 2004 war sie im Behandlungszentrum für Folteropfer Berlin  tätig. Schwerpunkte ihrer Arbeit war die wissenschaftliche Tätigkeit im Bereich Psychotherapie mit traumatisierten Flüchtlingen, kulturspezifische Fragen, Lebensbedingungen und politische Rahmenbedingungen von Flüchtlingen in Deutschland; daneben Psychodiagnostik, Begutachtung, Psychotherapie. Nebenbei machte sie eine psychotherapeutische Ausbildung zur Verhaltenstherapeutin bei der  Deutschen Gesellschaft für Verhaltenstherapie in Berlin.
Birck starb 32-jährig unerwartet an einem zerebralen Aneurysma.

## Ausgewählte Publikationen
- Die Verarbeitung sexualisierter Gewalt in der Kindheit bei Frauen in der Psychotherapie. Behandlungszentrum für Folteropfer Berlin, 2001, ISBN 3-98067-902-0
- Traumatisierte Flüchtlinge. Wie glaubhaft sind ihre Aussagen? Asanger, Heidelberg, 2002, ISBN 3-89334-376-8
- Das Unsagbare, Springer, Berlin 2002, ISBN 3-54043-856-4;  hrsg. zusammen mit Christian Pross und Johan Lansen